# Last Fantasy
《Last Fantasy》(라스트 판타지)는 대한민국의 여자 팝 가수 아이유의 두 번째 정규 음반이다. 타이틀곡은 〈너랑 나〉이며 2011년 11월 29일에 발매되었다.

## 개요
Last Fantasy는 이전 미니 음반인 REAL 이후 1년여 만에 발매되었고 정규 음반으로써는 Growing Up 이후 2년 7개월 만의 아이유의 정규 음반이다. 타이틀곡인 〈너랑 나〉는 〈잔소리〉, 〈좋은 날〉의 이민수, 김이나가 또 한번 뭉쳐 작업한 곡으로써 아이유의 3번째 타이틀 곡이다. Last Fantasy는 Real과 마찬가지로 일반판과 스페셜 한정판 2가지 버전으로 발매되며, 15000장 한정판으로 발매되는 스페셜 에디션은 정규음반과 음반의 작업 과정을 담은 스토리북, 아이유 스페셜 화보 등이 함께 담겨있다.
이번 음반에는 김광진, 윤상, 정재형, 이적, 김형석, 정석원, 김현철, 윤종신, 이민수, 코린 베일리 래, G고릴라, Ra.D 등 현재 다방면으로 활동 중인 국내외 뮤지션들과 작곡가들이 참여했다. 그리고 아이유는 이번 음반에서 6곡을 작사가로 참여하였고, 비공식적으로 KBS 월화드라마 《드림 하이》15화 삽입곡인 "Dreaming"(가제), 그리고 공식적으로는 MBC 수목드라마 《최고의 사랑》 OST였던 〈내 손을 잡아〉 이후 두 번째로 작곡한 노래인 〈길 잃은 강아지〉도 실리게 되어 싱어송라이터로서의 면모를 보여주고 있다.

## 발매 과정
2011년 11월 17일, 로엔 아티스트 공식 트위터를 통해 정규 2집 콘셉트 이미지를 공개하며 컴백을 알렸고, 11월 22일에 아이유 공식 홈페이지와 음원사이트 멜론을 통해 정규 2집에 담길 13곡의 트랙리스트, 작곡가, 작사가들을 공개하였다. 11월 22일부터는 하루에 2곡씩 약 10초 분량의 미리 듣기를 밤 9시마다 아이유 공식 홈페이지에서 공개했다. 11월 22일에는 〈비밀〉, 〈Teacher〉, 23일에는 〈별을 찾는 아이〉, 〈Everything's alright〉, 24일에는 〈사랑니〉, 〈Last Fantasy〉, 25일에는 〈삼촌〉, 〈4AM〉, 26일에는 〈잠자는 숲 속의 왕자〉, 〈벽지무늬〉, 27일에는 〈너랑 나〉, 〈라망(L'amant)〉, 28일에는 〈길 잃은 강아지〉의 미리 듣기가 차례로 공개되었다.
11월 27일에는 SBS 《인기가요》와 멜론을 통해 〈너랑 나〉의 뮤직비디오 티저영상이 공개되었고 11월 29일 낮 12시에 멜론과 유튜브를 통해 〈너랑 나〉의 뮤직비디오가 공개되었다. 12월 6일에는 유튜브를 통해 〈너랑 나〉 뮤직비디오의 퍼포먼스 버전이 공개되었다.
12월 9일에는 아이유가 정규 2집 Last Fantasy의 타이틀곡인〈너랑 나〉로 뮤직뱅크에서 컴백 후 첫 1위를 차지하게 되었다.

## 평가
평단은 이 앨범에 대해서 대부분 긍정적 평가를 내렸는데, 특히 음악평론가 노준영은 요즘 같은 시대에 보기 드문 앨범 구성과 완성도라며 앨범의 가치가 아직 사라지지 않았다는 걸 증명하는 앨범이라고 극찬했다.

## 트랙리스트
| #             | 제목                                    | 작사             | 작곡                            | 편곡                          | 재생 시간 |
| ------------- | --------------------------------------- | ---------------- | ------------------------------- | ----------------------------- | --------- |
| 1.            | 〈비밀〉                                | 김이나           | 정석원                          | 정석원                        | 4:04      |
| 2.            | 〈잠자는 숲 속의 왕자〉 (Feat. 윤상)    | 박창학           | 윤상                            | Haihm                         | 3:34      |
| 3.            | 〈별을 찾는 아이〉 (Feat. 김광진)       | 허승경           | 김광진                          | 박용준                        | 3:58      |
| 4.            | 〈너랑 나〉                             | 김이나           | 이민수                          | 이민수                        | 3:58      |
| 5.            | 〈벽지무늬〉                            | 윤종신           | 윤종신, 이근호                  | 정석원                        | 3:40      |
| 6.            | 〈삼촌〉 (Feat. 이적)                   | 이적, 아이유     | 이적                            | 이적, 양시온                  | 3:24      |
| 7.            | 〈사랑니〉                              | G.고릴라, 아이유 | G.고릴라                        | G.고릴라                      | 3:33      |
| 8.            | 〈Everything's Alright〉 (Feat. 김현철) | 김현철, 아이유   | 김현철                          | 권태은                        | 3:33      |
| 9.            | 〈Last Fantasy〉                        | 김이나           | 김형석                          | Cinebro-NOTE (김형석, 류영민) | 6:07      |
| 10.           | 〈Teacher〉 (Feat. Ra.D)                | Ra.D, 아이유     | Ra.D                            | Ra.D                          | 4:01      |
| 11.           | 〈길 잃은 강아지〉                      | 아이유           | 아이유                          | G.고릴라                      | 3:14      |
| 12.           | 〈4AM〉                                 | 아이유           | Corinne Bailey Rae, Rod Bowkett |                               | 3:02      |
| 13.           | 〈라망〉 (L'amant)                      | 정재형           | 정재형                          | 정재형                        | 5:52      |
| 총 재생 시간: | 총 재생 시간:                           | 총 재생 시간:    | 총 재생 시간:                   | 총 재생 시간:                 | 52:31     |

## 차트 성과
Last Fantasy의 타이틀곡인 〈너랑 나〉는 음원이 공개되자 마자 바로 실시간 차트에서 1위를 차지했고, 일간차트도 발매한지 하루만에 주요 음원사이트에서 전부 1위를 차지하였다.
다음은 〈너랑 나〉의 음원사이트 일간차트에서의 1위 기간이다.
| 음원사이트                         | 1위 기간                            | 비고                    |
| ---------------------------------- | ----------------------------------- | ----------------------- |
| 멜론                               | 2011년 11월 29일 ~ 2012년 1월 2일   | 연속 35일 1위           |
| 엠넷                               | 2011년 11월 29일 ~ 2011년 12월 15일 | 연속 17일 1위           |
| 올레뮤직                           | 2011년 11월 29일 ~ 2011년 12월 8일  | 총 25일 1위 (연속 10일) |
| 올레뮤직                           | 2011년 12월 10일 ~ 2011년 12월 14일 | 총 25일 1위 (연속 10일) |
| 올레뮤직                           | 2011년 12월 17일 ~ 2011년 12월 19일 | 총 25일 1위 (연속 10일) |
| 올레뮤직                           | 2011년 12월 21일 ~ 2011년 12월 22일 | 총 25일 1위 (연속 10일) |
| 올레뮤직                           | 2011년 12월 29일 ~ 2012년 1월 2일   | 총 25일 1위 (연속 10일) |
| 벅스뮤직                           | 2011년 11월 29일 ~ 2011년 12월 5일  | 총 12일 1위 (연속 7일)  |
| 벅스뮤직                           | 2011년 12월 7일 ~ 2011년 12월 8일   | 총 12일 1위 (연속 7일)  |
| 벅스뮤직                           | 2011년 12월 11일 ~ 2011년 12월 12일 | 총 12일 1위 (연속 7일)  |
| 벅스뮤직                           | 2011년 12월 15일                    | 총 12일 1위 (연속 7일)  |
| 소리바다                           | 2011년 11월 29일 ~ 2011년 12월 4일  | 총 7일 1위 (연속 6일)   |
| 소리바다                           | 2011년 12월 7일                     | 총 7일 1위 (연속 6일)   |
| 싸이월드                           | 2011년 11월 29일 ~ 2011년 12월 14일 | 연속 16일 1위           |
| 네이버뮤직                         | 2011년 11월 29일 ~ 2011년 12월 22일 | 총 28일 1위 (연속 24일) |
| 네이버뮤직                         | 2011년 12월 28일 ~ 2011년 12월 31일 | 총 28일 1위 (연속 24일) |
| 위의 전 음원사이트 1위 기간        | 위의 전 음원사이트 1위 기간         | 비고                    |
| 2011년 11월 29일 ~ 2011년 12월 4일 | 2011년 11월 29일 ~ 2011년 12월 4일  | 총 7일                  |
| 2011년 12월 7일                    |                                     | 총 7일                  |

〈너랑 나〉의 주간차트도 멜론 (2011.11.27 ~ 2012.01.07)은 6주연속 1위, 올레뮤직 (2011.11.28 ~ 2012.01.01)은 5주연속 1위, 싸이월드(12월 첫째주 ~ 12월 셋째주), 엠넷 (2011.11.28 ~ 2011.12.18), 벅스 (2011.11.27 ~ 2011.12.17)에서는 3주연속 1위, 소리바다 (2011.11.27 ~ 2011.12.10)에서는 2주 연속 1위를 차지하였다.
2011년 12월의 월간차트도 멜론, 올레뮤직, 엠넷, 소리바다 등 월간차트를 제공하는 음원사이트에서는 모두 1위를 차지했다.
한편, 가요 프로그램의 순위에서도 좋은 성적을 거두었는데, 2011년 12월 9일 KBS 《뮤직뱅크》에서 1위 후보에 오른 첫주에 바로 K차트 1위를 차지했으며, 2011년 12월 18일 SBS 《인기가요》에서 뮤티즌 송을, 2012년 1월 12일에는 JTBC 《뮤직 온 탑》에서 1위를 차지하였다. 2012년 1월 13일에는 KBS 《뮤직뱅크》 K차트에서 1위를 수상하며 데뷔 후 처음으로 6주 연속 1위를 차지하였다.
다음은 〈너랑 나〉의 KBS 《뮤직뱅크》 K차트 순위이다.
| 주간                                    | 순위 | 비고      |
| --------------------------------------- | ---- | --------- |
| 12월 둘째주 (2011.11.28 ~ 2011.12.04)   | 1위  | 진입      |
| 12월 셋째주 (2011.12.05 ~ 2011.12.11)   | 1위  |           |
| 12월 넷째주 (2011.12.12 ~ 2011.12.18)   | 1위  | 시상 못함 |
| 12월 다섯째주 (2011.12.19 ~ 2011.12.25) | 1위  | 시상 못함 |
| 1월 첫째주 (2011.12.26 ~ 2012.01.01)    | 1위  |           |
| 1월 둘째주 (2012.01.02 ~ 2012.01.08)    | 1위  |           |
| 1월 셋째주 (2012.01.09 ~ 2012.01.15)    | 3위  |           |

### 가온 차트
너랑 나
| 차트 (2011)             | 최고 기록 |
| ----------------------- | --------- |
| 가온 BGM 차트           | 1         |
| 가온 디지털 종합 차트   | 1         |
| 가온 모바일차트         | 1         |
| 가온 온라인차트         | 1         |
| 소리바다 종합 주간 차트 | 1         |

| 이전 〈Cry Cry〉―티아라 | 가온 디지털 종합 주간 차트 1위 노래 2011년 11월 27일 ~ 2011년 12월 17일(3주) | 다음 〈Trouble Maker〉―트러블메이커 |

## 참여스텝
- 프로듀서: 조영철
- 공동 프로듀서: 김진명
- House Engineer: 손명갑 (Loen Studio)
- 레코딩 엔지니어: 손명갑 (Loen Studio), 이면숙 (T Studio), 허은숙 (W Sound), Ra.D (Realcollabo)
- 믹싱 엔지니어: 노양수 (T Studio), 김한구 (W Sound), 조준성 (W Sound), 고현정 (Musicabal Studio), 곽은정 (Jun Studio), 윤정오 (Antenna Music Studio), 손명갑 (Loen Studio), Ra.D (Realcollabo)
- 마스터링: 전훈 (Sonic Korea)
- 매니지먼트 디렉터: 남궁찬
- 아티스트 매니저: 배종한, 조춘호
- 어시스턴트 매니저: 이창희, 박정현, 박성우, 정우경, 조계원
- A&R: 김진명, 김이나, 김정민
- 마케팅 디렉터: 오유경
- 마케팅: 박시원, 안수현, 김효신, 정희연, 서용훈
- 퍼포먼스 디렉터: 정성욱
- 퍼포먼스 어레인지: 권동진
- 플랜 디렉터: 정성관
- 제휴 마케팅: 김창수
- Administration Support: 이정민
- 어시스턴트 트레이너: 이지민
- 비주얼 디렉터: 황수아
- 포토: 보리
- 스타일리스트: 최혜련
- 보조 스타일리스트: 노주희
- 헤어: 김귀애, Kowon
- 메이크업: 이현아, Kowon
- 뮤직비디오 감독: 황수아
- Executive Supervisor: 김영석, 임용수
- Executive Producer: 신원수 (LOEN Entertainment)

## 주해
1. ↑  2011년 2월에 발매된 《드림하이》 OST 중 김수현이 부른 Dreaming과는 다른 동명의 곡, 한국음악저작권협회 참고